# Christian Friedrich von Stockmar
Christian Friedrich Freiherr von Stockmar (Coburgo, 22 de agosto de 1787 — Coburgo, 9 de julho de 1863), Barão von Stockmar, foi um médico, diplomata e estadista anglo-belga que desempenhou grande papel na política externa do Reino Unido, durante o reinado da rainha Vitória.

## Biografia
Nascido em Coburgo, em uma família de origem sueca, Stockmar tornou-se o médico pessoal do príncipe Leopoldo de Saxe-Coburgo-Gota em 1816, quando este era casado com a princesa Carlota de Gales.
No ano seguinte, Carlota morreu ao dar à luz um menino natimorto. Se ela tivesse sobrevivido, Leopoldo ter-se-ia tornado príncipe consorte do Reino Unido. Stockmar permaneceu a serviço de Leopoldo, como seu secretário particular. 
Quando Leopoldo estava prestes a se tornar rei dos belgas Stockmar foi rapidamente dispensado. O príncipe foi feito rei em julho de 1831. Stockmar estabeleceu residência em sua terra natal, Coburgo, mas continuou atuando como conselheiro de Leopoldo I.
Em 1837, o rei enviou-o à Inglaterra, onde Stockmar deveria convencer a futura rainha Vitória, sobrinha de Leopoldo I, a se casar com Alberto de Saxe-Coburgo-Gota, o outro sobrinho do então rei Leopoldo I dos belgas - o que efetivamente se deu.
Seu destaque nos círculos políticos do Reino Unido levou a ressentimentos, sendo interpretado como interferência de Alberto (e, portanto, germânica) nos assuntos britânicos.
Em 1848, Stockmar foi feito embaixador do ducado de Saxe-Coburgo-Gota no parlamento da Confederação Germânica. Foi agraciado pelo rei Jorge I da Saxônia com o título nobiliárquico de freiherr, cuja posição na nobreza de países com língua originária no latim, equivale a do barão.
Casou-se com Fanny Sommer em agosto de 1832. Tiveram dois filhos: Ernst Alfred Christian von Stockmar (1823-1886), e Carl August von Stockmar (1836-1909).
O Barão von Stockmar faleceu em Coburgo, à 9 de julho de 1863.